# Mesoleptus glaucus
Mesoleptus glaucus är en stekelart som först beskrevs av Davis 1898.  Mesoleptus glaucus ingår i släktet Mesoleptus och familjen brokparasitsteklar. Inga underarter finns listade i Catalogue of Life.